# Флавий Студий
Флавий Студий (на латински: Flavius Studius) е политик на Източната Римска империя през 5 век.
През 454 г. Флавий Студий e консул заедно с Флавий Аеций. През 464 г. е patricius.